# Marta Cantón
Marta Cantón Gutiérrez (Barcelona, 28 de diciembre de 1965) es una ex gimnasta rítmica española que fue 6.ª en los Juegos Olímpicos de Los Ángeles 1984, los primeros Juegos donde hubo competición de gimnasia rítmica, siendo la primera deportista española en conquistar un diploma olímpico. Fue campeona de España absoluta en dos ocasiones (1982 y 1984).

## Biografía deportiva

### Inicios
Marta comenzó a practicar gimnasia rítmica a los 9 años de edad como actividad extraescolar, pasando posteriormente al Instituto Maragall y, poco después, al Instituto Nacional de Educación Física de Cataluña (INEFC). Allí fue entrenada por Herminia Mata y María Luz Palomero.

### Etapa en la selección nacional
Entró en la selección nacional de gimnasia rítmica de España en 1980, siendo entonces seleccionadora Meglena Atanasova, pasando a entrenar en el Gimnasio Moscardó de Madrid. A partir de 1982 comenzó a ser entrenada por la seleccionadora Emilia Boneva y empezó a disputar competiciones internacionales. En 1982 fue por primera vez campeona de España en la máxima categoría de la modalidad individual en el Campeonato de España celebrado en Palencia. En el Europeo de Stavanger (1982) y en el Mundial de Estrasburgo (1983) obtuvo la 15.ª plaza en la general individual. En 1984 logró ser campeona de España en la categoría de honor, siendo su segundo título en la máxima categoría. Ese mismo año, ella y Marta Bobo representaron a la rítmica española en los Juegos Olímpicos de Los Ángeles, los primeros Juegos donde hubo competición de gimnasia rítmica. Aunque llegó a ser 3.ª en los preliminares, Cantón logró finalmente la 6.ª plaza, convirtiéndose así en la primera deportista española en conquistar un diploma olímpico. En el Europeo de Viena de ese año fue 12.ª en la general y 8.ª en cinta. Su última competición fue el Mundial de Valladolid en octubre de 1985, campeonato en el que obtuvo la 19.ª plaza en la general y la 5.ª en la final de cuerda.

### Retirada de la gimnasia
Cantón se retiró en octubre de 1985, tras el Mundial de Valladolid, con 19 años de edad. Según sus palabras, el cansancio y el deseo de practicar otras actividades fue el principal motivo de su decisión. Tras su retirada dio clases de Educación Física a niñas en el Colegio Alonso de Madrigal, en Boadilla del Monte. Fue miembro del jurado español del Festival de la Canción de Eurovisión 1986. El 16 de noviembre de 2019, con motivo del fallecimiento de Emilia Boneva, unas 70 exgimnastas nacionales, entre ellas Marta, se reunieron en el tapiz para rendirle tributo durante el Euskalgym. El evento tuvo lugar ante 8.500 asistentes en el Bilbao Exhibition Centre de Baracaldo y fue seguido además de una cena homenaje en su honor.

## Legado e influencia
Marta Cantón fue la primera deportista española en lograr un diploma olímpico, al acabar 6.ª en los Juegos Olímpicos de Los Ángeles 1984. La ex gimnasta rítmica Montse Martín indicó de ella en 2018 que era una «gimnasta muy sensible y con mucho dinamismo, interpretaba muy bien el carácter de la música [...] incluía mucho riesgo con el aparato». Tras su retirada en 1985, la periodista Ana Sofía Cardenal se refirió a ella en La Vanguardia señalando que «pasa a la historia del deporte español como un ejemplo de dedicación, entrega y calidad dentro de la gimnasia rítmica».

## Vida personal
Poco después de retirarse, el 30 de noviembre de 1985, se casó en Ponferrada con el atleta Colomán Trabado, a quien había conocido en los Juegos Olímpicos de Los Ángeles, aunque posteriormente se separaron. Una hija suya, Itziar Sánchez-Guardamino, ha formado parte del equipo español de natación sincronizada.

## Música de los ejercicios
| Año  | Aparatos | Música                                                                         |
| ---- | -------- | ------------------------------------------------------------------------------ |
| 1983 | Cinta    | «Tango Jalousie», compuesto por Jacob Gade.                                    |
| 1984 | Pelota   | «España cañí», pasodoble compuesto por Pascual Marquina Narro.                 |
| 1984 | Aro      | Medley de varios temas, entre ellos «Bohemian Rhapsody» de Queen.              |
| 1985 | Pelota   | «Music» de John Miles.                                                         |
| 1985 | Cuerda   | «Eye of the Tiger», de Survivor para la banda sonora de la película Rocky III. |

## Palmarés deportivo

### Selección española
| 1982 - Campeonato de Europa de Stavanger 15.º puesto en concurso general 1983 - Campeonato del Mundo de Estrasburgo 15.º puesto en concurso general 1984 - Juegos Olímpicos de Los Ángeles 1984 3.er puesto en preliminares 6.º puesto en final y diploma olímpico | 1984 (continuación) - Campeonato de Europa de Viena 12.º puesto en concurso general 8.º puesto en cinta 1985 - Campeonato del Mundo de Valladolid 19.º puesto en concurso general 5.º puesto en cuerda |

## Premios, reconocimientos y distinciones
- Mejor deportista femenina de 1984 en la Gala de Mundo Deportivo (1985)[10]

## Filmografía

### Programas de televisión
| Programas de televisión | Programas de televisión  | Programas de televisión | Programas de televisión   |
| Año                     | Título                   | Cadena                  | Notas                     |
| ----------------------- | ------------------------ | ----------------------- | ------------------------- |
| 1984                    | De Olimpia a Los Ángeles | La 1 de TVE             | Entrevistada en reportaje |
| 1985                    | Ahí te quiero ver        | La 1 de TVE             | Entrevistada              |